# Hunsrückisch
Le hunsrückisch (autonyme : Hunsrückisch ou Hunsrücker Platt), est le nom donné aux dialectes du moyen-allemand occidental qui sont traditionnellement parlés en Rhénanie-Palatinat dans le massif du Hunsrück. Ceux-ci sont situés dans la zone du francique mosellan pour une part (entre la Moselle et Kastellaun) et dans celle du francique rhénan pour l'autre (entre Kastellaun et la Nahe). Le Hunsrückisch s'est par ailleurs exporté au Brésil au XIXe siècle via l'immigration d'Allemands dans ce pays.

## Situation

### Brésil

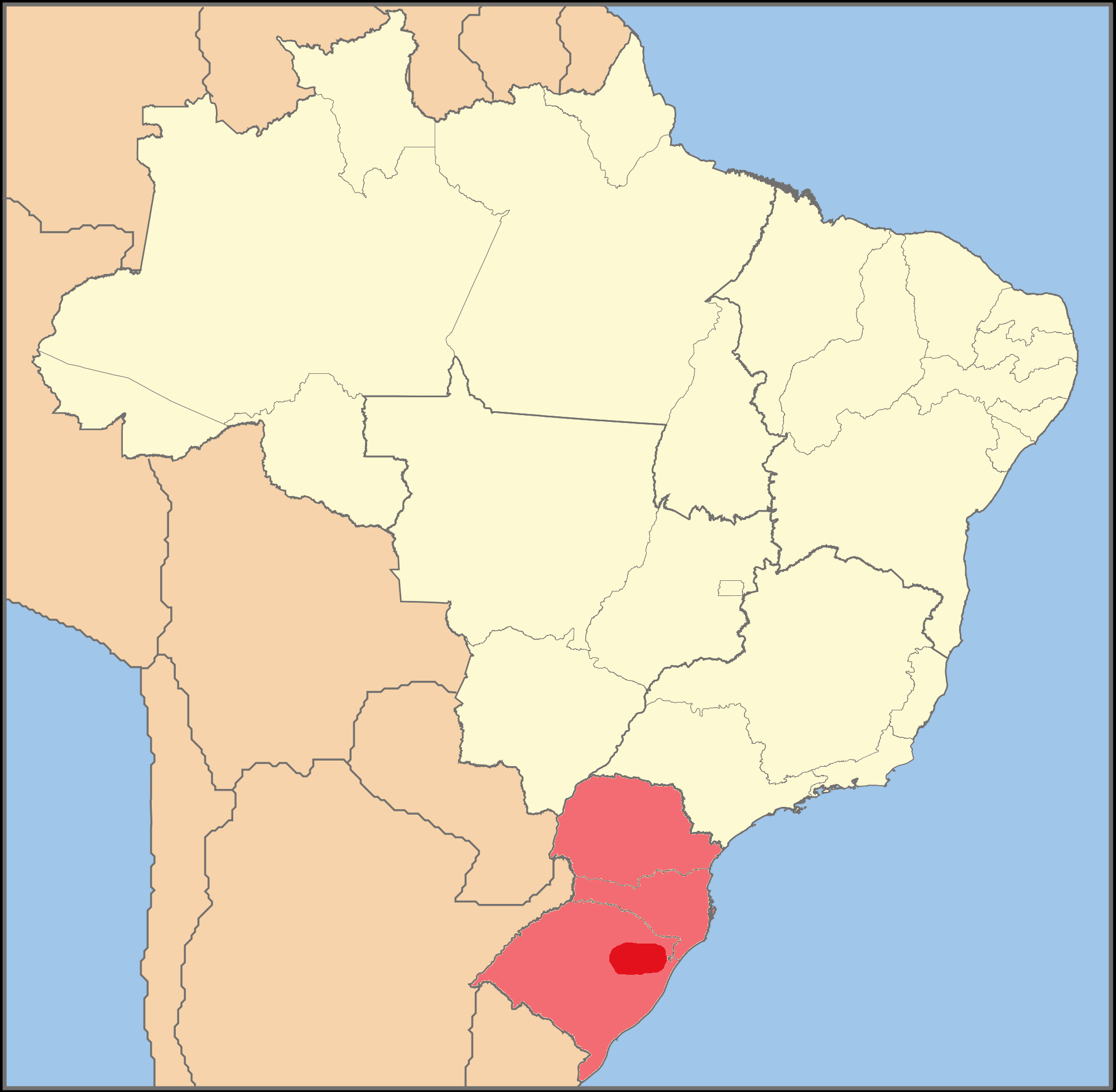
États du Brésil dans lesquels le Riograndenser Hunsrückisch est parlé (rose). La zone rouge représente son aire d'extension d'après Ethnologue.

Au Brésil, le hunsrückisch est principalement parlé dans l'état de Rio Grande do Sul, mais aussi dans ceux de Santa Catarina et de Paraná, dans lesquels on lui donne le nom de Riograndenser Hunsrückisch en allemand standard, Hunsriqueano riograndense en portugais brésilien, ou encore plus communément Hunsrick. 
D'autre part, les Brésiliens qui parlent un dialecte allemand représentent entre 1 million et 1,4 million de personnes en 1990, ce chiffre inclut les locuteurs du Hunsrückisch.
En 2017, le nombre de Brésiliens parlant le platt serait de 3 millions, en faisant ainsi la deuxième langue la plus répandue du pays derrière le portugais.

#### Dictionnaires
- (de) Bernd Bersch, Wörterbuch – Hunsrück heißt Honsreck, Kontrast-Verlag, Pfalzfeld, 2017  (ISBN 3941200631 et 9783941200630)
- (de) Georg Walter Diener, Hunsrücker Wörterbuch, M. Sändig, Niederwalluf, 1971  (ISBN 3-500-23370-8) ; réedition, Sändig Reprint, 2007  (ISBN 3-253-02337-0)
- « Hunsrücker Platt », sur hundemer-platt.de